# 國立臺東高級商業職業學校
國立臺東高級商業職業學校，簡稱臺東高商、東商，是一所位於臺東縣的國立技術型高級中等學校。創校於1960年。

## 校史
- 1958年春，設立「臺東縣立商業職業補習學校」。
- 1961年，改制為「臺東縣立商業職業學校」，並設置「附設商業職業補習學校」及「實用技藝訓練中心」。設立體育班。
- 1968年，因應九年國民教育與省辦高中政策，裁撤初級部，並改隸教育廳，更名為「臺灣省立臺東高級商業職業學校」。
- 1974年，成立「附設空中高級商業職業補習學校」。
- 1975年，實用技藝中心結束，原附設補習學校之中級部結束招生，另招考高級部。
- 1978年，附設空中補習學校結束教學課程。
- 1979年，附設之補習學校，更名為高級商業職業進修補習學校。
- 1982年，設立國立臺北商專附設空中商專臺東區教學輔導處。
- 2000年，因應精省，改隸為「國立臺東高級商業職業學校」。全面改制為綜合高中，並將原有科別修改為「商業事務學程」、「會計事務學程」、「資訊應用學程」、「觀光事務學程」。
- 2013年，商業事務學程與會計事務學程合併為「商業事務學程」。
- 2014年，增設技術類科體制，包含商業經營科、會計事務科、資料處理科、觀光事務科，共四班。
- 2018年，停辦綜合型高中，改為技術型高中，並新增「應用外語科-英文組」、「廣告設計科」

## 教學單位
- 技術類科

(日間部)
- - 商業經營科
  - 會計事務科
  - 資料處理科
  - 觀光事業科
  - 電子商務科
  - 廣告設計科
  - 應用英語科

(進修部)
- - 商業經營科
  - 資料處理科
- 資源教室

## 外部連結
- 國立臺東高級商業職業學校 網站（页面存档备份，存于）